# پتاسیم متابی‌سولفیت
پتاسیم متابی‌سولفیت با فرمول شیمیایی، K۲S۲O۵ که با نام پتاسیم پیروسولفیت هم خوانده می‌شود، پودر بلوری سفید با بوی تند گوگرد است.استفاده اصلی این ماده شیمیایی به عنوان یک آنتی اکسیدان و یک ماده استریل کننده (ضد عفونی کننده) می‌باشد. پتاسیم متابی‌سولفیت بسیار شبیه به سدیم متابی‌سولفیت است و گاهی به عنوان جانشین آن نیز مورد استفاده قرار می‌گیرد. از پتاسیم متابی‌سولفیت به عنوان عنصر سدیم در کمک به رژیم غذایی نیز استفاده می‌شود.